# Léo Linck
Léo Linck, pseudonimo di Leonardo Matias Baiersdorf Linck (Marechal Cândido Rondon, 3 marzo 2001), è un calciatore brasiliano, portiere del Botafogo.

## Carriera
Linck è entrato a far parte del settore giovanile dell'Athl. Paranaense nel marzo 2015 proveniente dal Craques do Futuro, un piccolo club di Foz do Iguaçu. Il 26 maggio 2021 ha firmato il primo contratto professionistico con il club rossonero, valido fino al dicembre 2024.
Dopo essere stato aggregato alla prima squadra già nel 2021, nel 2022 ne è diventato parte in pianta stabile. Ha debuttato ufficialmente il 6 marzo 2022 giocando da titolare l'incontro del Campionato Paranaense vinto per 4-3 contro il FC Cascavel.
Il 2 luglio 2023 ha esordito in Série A nel pareggio interno per 2-2 contro il Palmeiras.

## Statistiche

### Presenze e reti nei club
Statistiche aggiornate al 22 maggio 2025.
| Stagione                | Squadra                 | Campionato              | Campionato | Campionato | Coppe nazionali | Coppe nazionali | Coppe nazionali | Coppe continentali | Coppe continentali | Coppe continentali | Altre coppe | Altre coppe | Altre coppe | Totale | Totale | Totale |
| Stagione                | Squadra                 | Comp                    | Pres       | Reti       | Comp            | Pres            | Reti            | Comp               | Pres               | Reti               | Comp        | Pres        | Reti        | Pres   | Reti   |        |
| ----------------------- | ----------------------- | ----------------------- | ---------- | ---------- | --------------- | --------------- | --------------- | ------------------ | ------------------ | ------------------ | ----------- | ----------- | ----------- | ------ | ------ | ------ |
| 2021                    | Athl. Paranaense        | PD/RS+A                 | 0          | 0          | CB              | 0               | 0               | CS                 | 0                  | 0                  | -           | -           | -           | 0      | 0      |        |
| 2022                    | Athl. Paranaense        | PD/RS+A                 | 0          | 0          | CB              | 0               | 0               | CL                 | 0                  | 0                  | RS          | 0           | 0           | 0      | 0      |        |
| 2023                    | Athl. Paranaense        | PD/RS+A                 | 2+5        | -1 + -6    | CB              | 0               | 0               | CL                 | 0                  | 0                  | -           | -           | -           | 7      | -7     |        |
| 2024                    | Athl. Paranaense        | PD/RS+A                 | 4+14       | -1 + -21   | CB              | 3               | -4              | CS                 | 5                  | -4                 | -           | -           | -           | 26     | -30    |        |
| Totale Athl. Paranaense | Totale Athl. Paranaense | Totale Athl. Paranaense | 6+19       | -2 + -27   |                 | 3               | -4              |                    | 5                  | -4                 |             | 0           | 0           | 33     | -37    |        |
| 2025                    | Botafogo                | A/RJ+A                  | 2+0        | -3         | CB              | 2               | 0               | CL                 | 0                  | 0                  | SB+RS       | 0           | 0           | 4      | -3     |        |
| Totale carriera         | Totale carriera         | Totale carriera         | 27         | -32        |                 | 5               | -4              |                    | 5                  | -4                 |             | 0           | 0           | 37     | -40    |        |

## Palmarès

### Club

#### Competizioni internazionali
- Coppa Sudamericana: 1

Athl. Paranaense: 2021

#### Competizioni statali
- Campionato Paranaense: 1

Athl. Paranaense: 2023